# مرادلو (مشگین‌شهر)
مرادلو شهری است که در استان اردبیل، شهرستان مشگین‌شهر، بخش مرادلو قرار دارد. این شهر در ۴۵ کیلومتری مشگین‌شهر و در ۹۵کیلومتری اردبیل واقع شده‌است.

## جمعیت
بر پایه سرشماری عمومی نفوس و مسکن در سال ۱۳۹۵ جمعیت این شهر ۶۷۱ نفر (در ۲۱۸ خانوار) بوده‌است.